# 安南乡
安南乡，是中华人民共和国浙江省丽水市庆元县下辖的一个乡镇级行政单位。

## 行政区划
安南乡下辖以下地区：
安溪村、安隆村、甘竹山村、上余村、畲头村、山头洋村、黄竹村、东村、方塘村、吾际下村、南坑村、陈村、权山村和坑井村。